# Rana arvalis
Espèce
Synonymes
- Rana oxyrrhinus Steenstrup, 1847
- Rana angustifrongs Schiff, 1855
- Rana oxyrhinus var. striatus Koch, 1872
- Rana arvalis altaica Kastschenko, 1899
- Rana arvalis wolterstorffi Fejérváry, 1919

Statut de conservation UICN

 LC  : Préoccupation mineure
Rana arvalis est une espèce d'amphibiens de la famille des Ranidae. En français, elle est appelée grenouille des champs ou grenouille oxyrhine.
C'est une grenouille brune, comme le sont en Europe la grenouille agile (Rana dalmatina) ou la grenouille rousse (Rana temporaria).

## Répartition

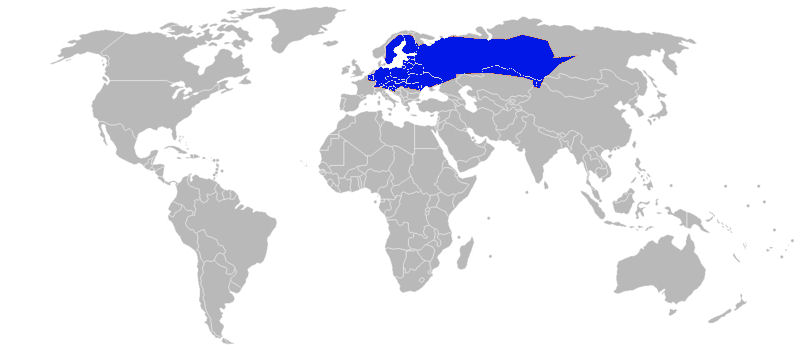
Distribution

Cette espèce se rencontre jusqu'à 1 500 m d'altitude du nord et de l'est de la France jusqu'au lac Baïkal en Sibérie et au nord de la Chine dans la province du Xinjiang, en passant par l'Europe centrale, la Suède et la Finlande. Elle est absente du Moyen-Orient et a disparu en Suisse.

## Habitat
Son habitat est constitué de bois de feuillus contenant des mares de clairières ou de landes ou de boisements lâches, jusqu'à 1 500 m d'altitude[réf. nécessaire] et plutôt dans les zones chaudes. On la trouve parfois dans les prairies et dépressions humides. Les grenouilles rousses, hors période de reproduction et larvaires sont terrestres. Elles s'éloignent en été jusqu'à quelques centaines de mètres de la mare qui les a vus naître. Il est donc important de conserver un réseau de mares et points d'eau assez dense pour permettre le maintien d'une diversité génétique minimale.

## Description
Elle est proche de la grenouille rousse mais s'en différencie par les critères suivants :
- plus petite, plus svelte, ne dépassant pas 9 cm pour la femelle (rarement plus de 8 cm), 6 pour le mâle, nettement plus petit :
- ventre blanc-jaunâtre (jamais tacheté) et gorge et poitrine légèrement plus rosées, parfois ornées de fines taches grisâtres ou rougeâtres ;
- museau plutôt pointu alors que celui de la grenouille rousse est court et arrondi,
- grand tympan de diamètre presque aussi grand que celui de l'œil, juste derrière celui-ci à environ 1 mm pour la grenouille agile, 2 pour la rousse ;
- parfois un V renversé sombre est visible entre les épaules.
- Pattes arrière plus longues, lui permettant de faire des bonds plus importants (jusqu'à 2 m environ[réf. nécessaire]), d'où son nom d'« agile ». Le test dit « du talon » (Une patte arrière allongée le long du corps et tendue vers l'avant doit dépasser le museau). Les pattes arrière sont néanmoins plus ou moins longues selon les groupes et individus. Seule une analyse génétique est tout à fait fiable.
- préfère les mares plutôt à l'ombre d'arbres ou buissons que très ensoleillées.
- ponte plus tardive, se déroulant bien après l'arrivée et la ponte des crapauds communs et de la grenouille rousse (2 à 4 semaines après la grenouille rousse, en mars avril). La couleur des têtards est plus claire que celle de ceux de la grenouille rousse.
- les pelotes copulatrices du mâle sont grisâtres et rugueuses (plutôt noires chez la grenouille rousse).

Elle émet parfois un jet d'urine quand on la saisit, d'où son surnom de « grenouille pisseuse ».

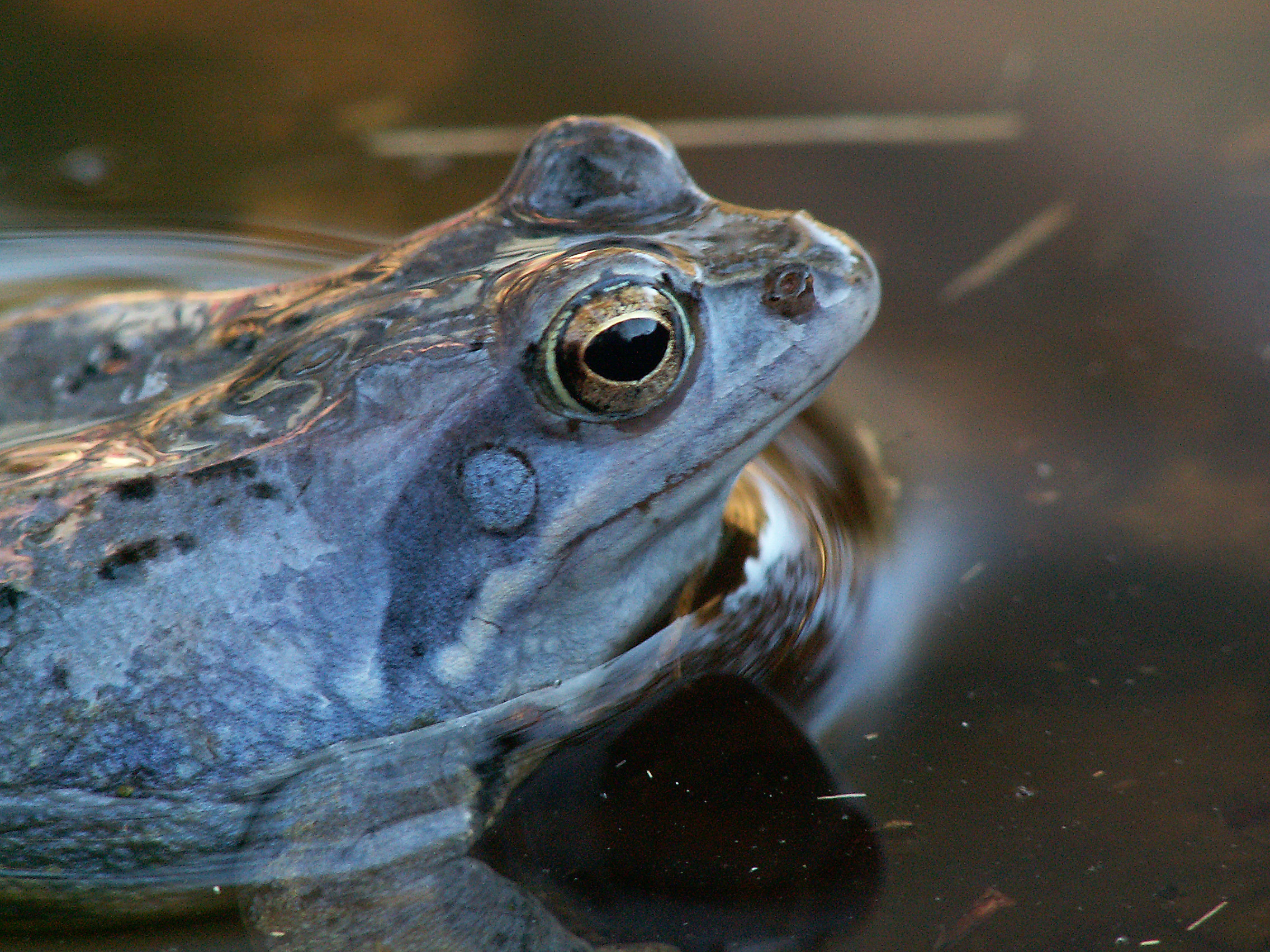
Le mâle - au moment de la reproduction - a la peau qui devient visqueuse et prend parfois une couleur nettement bleutée, qui ne permet pas la confusion avec les mâles de grenouille rousse

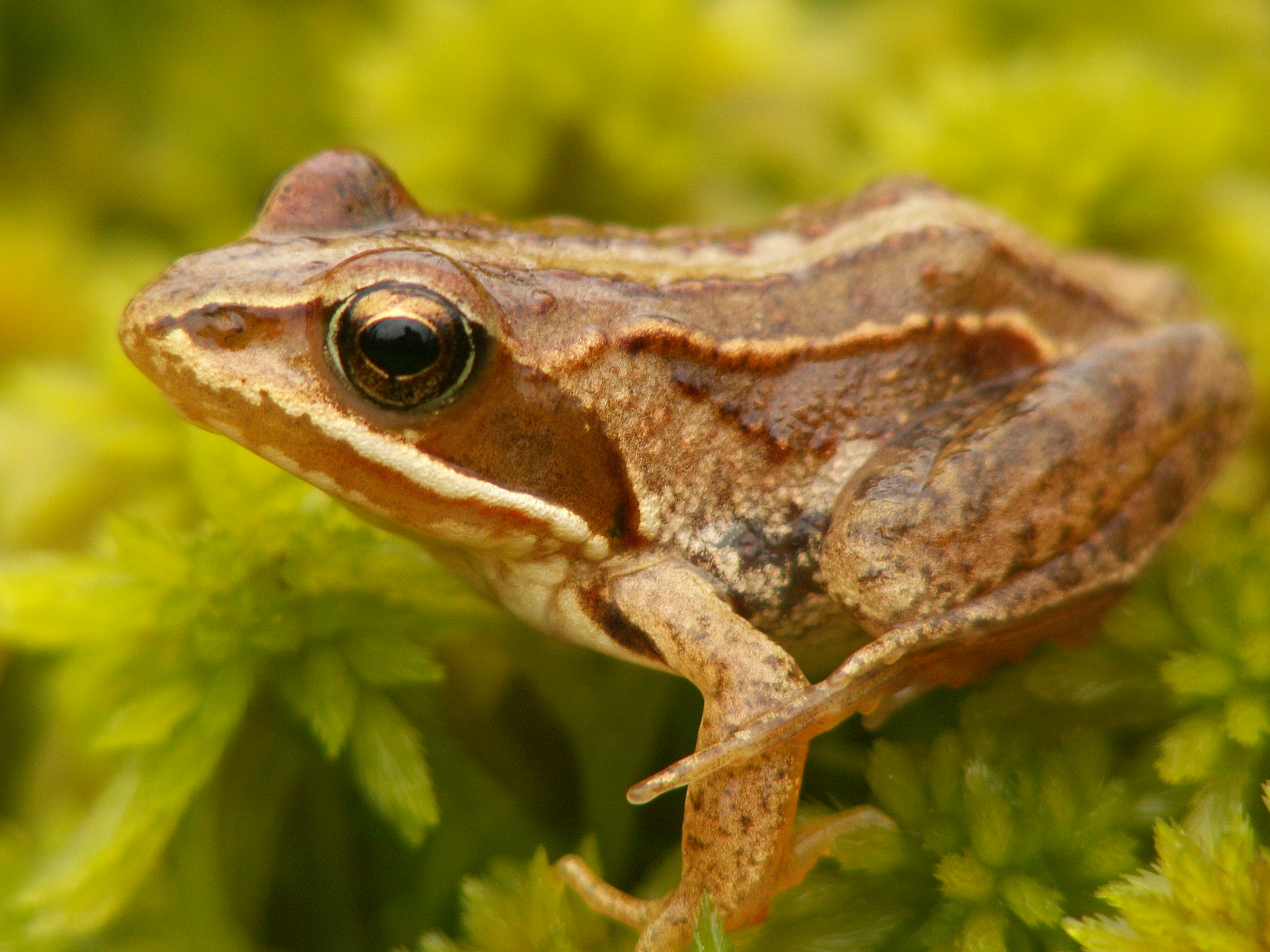
large tympan, et longues pattes arrière sont les principales différences d'avec la grenouille rousse

## Chant
Les mâles de la grenouille rousse ont un chant perceptible qui ressemble à celui du mâle de la grenouille agile. Ils coassent, le chant de la grenouille des champs ressemble plus à un éclatement de bulles à la surface de l'eau.

## Hibernation
- d'octobre à mars, avec variation selon l'aire climatique.
- plutôt à terre sous les feuilles, dans le sol, dans des trous du bois mort, etc. pour les femelles,
- endormis au fond de la mare dans la vase, sous la glace hivernale dans les zones froides, pour les mâles.

## Reproduction
Les œufs, sont pondus en masses gélatineuses de 600 à 1400 œufs, dans des eaux dormantes (étangs forestiers ou proches de forêts, flaques durables, et ornières forestières assez profondes, trous de carrières s'il y a des arbres à proximité… mais parfois aussi dans des mares de prairies ou entourées d'une flore assez dense.

Les œufs coulent à quelques centimètres sous la surface de l'eau. Leurs amas peuvent être plus dispersés que pour les autres grenouilles brunes.

Les têtards mesurent de 4 à 6 mm de long, avec un corps jaunâtre tacheté de brun avant leur métamorphose qui se termine fin juin ou début juillet (selon date de ponte et température de l'eau). Les petites grenouilles quittent la mare avec une taille de 10 à 14 millimètres, avant d'y revenir pondre 3 ou 4 ans plus tard.

## Menaces
En raison des insecticides et du drainage, cette grenouille ne se trouve plus guère dans les champs.
Le « roadkill » (animaux écrasés) et la destruction et fragmentation de ses habitats sont les premières causes de sa régression ou disparition. Selon les populations ou le contexte elles semblent plus ou moins sensibiles à l'acidification de leur milieu.
Les pesticides sont une cause suspectées de régression, par une action sur les têtards et/ou les adultes (qui y semblent plus sensibles que les crapauds communs).
C'est une espèce essentiellement nocturne, qui peut être perturbée, comme la plupart des amphibiens par l'éclairage artificiel de son milieu, (phénomène dit de pollution lumineuse)
Les larves de cette espèce se montrent également vulnérables à une exposition trop importante aux UV solaires (qui sont en augmentation en raison du « trou de la couche d'ozone »). Protéger les œufs (et donc les embryons) des UV-B avance le moment de l'éclosion des œufs (par rapport à ceux qui ne sont pas protégés). Par contre les larves de la grenouille des champs survivent mieux si leurs œufs ont été protégés des UV-B solaires (alors que cet effet n'est pas constaté pour les embryons du crapaud commun (Bufo bufo) ni de la grenouille rousse Rana temporaria, mais l'est pour le têtard (et non pas l'embryon) du crapaud commun).

## Statut
Contrairement à la grenouille rousse, c'est une espèce protégée en Europe par la directive habitats (annexe IV), et par la Convention de Berne (annexe II)., dont en France par la loi de juillet 1976, par arrêté du 22 juillet 1993 (article 1).
C'est une espèce à surveiller en France, car elle a beaucoup régressé.

### Publication originale
- Nilsson, 1842 : Skandanavisk Herpetologi eller Beskrifning öfver de Sköldpaddor, Odlor, Ormar och Grodor, som Förekomma I Sverige Och Norrige, Hemte Deras Lefnadssätt, Födöamnen, Nytta och Skada M. M.. Lund: Gleerups. p. 1-119 (texte intégral).